# Kreptsja
Kreptsja (Bulgaars: Крепча Krepcha) is een dorp in het noordoosten van Bulgarije in de gemeente Opaka, oblast Targovisjte. Het dorp ligt op ongeveer 20 km afstand van de stad Popovo en 70 km ten zuiden van de Roemeense grens.

## Bevolking
Op 31 december 2019 telde het dorp 1.181 inwoners, een daling vergeleken met het maximum van 1.446 inwoners in 1992.
| Bevolkingsontwikkeling tussen 1934 en 2019          |
| --------------------------------------------------- |
|                                                     |
| Bron: Nationaal Statistisch Instituut van Bulgarije |

In 2011 bestond de bevolking van het dorp nagenoeg uitsluitend uit Turken.
| Etnische samenstelling van de respondenten (2011) | Etnische samenstelling van de respondenten (2011) | Etnische samenstelling van de respondenten (2011) | Etnische samenstelling van de respondenten (2011) | Etnische samenstelling van de respondenten (2011) |
| ------------------------------------------------- | ------------------------------------------------- | ------------------------------------------------- | ------------------------------------------------- | ------------------------------------------------- |
|                                                   |                                                   |                                                   |                                                   |                                                   |
| Bulgaren                                          | Bulgaren                                          |                                                   | 0,5%                                              | 0,5%                                              |
| Turken                                            | Turken                                            |                                                   | 99,5%                                             | 99,5%                                             |
| Roma                                              | Roma                                              |                                                   | 0,0%                                              | 0,0%                                              |
| Anders/Onbekend                                   | Anders/Onbekend                                   |                                                   | 0,0%                                              | 0,0%                                              |